# Lucius Verus
Lucius Aurelius Verus (15. prosince 130 – leden nebo únor 169), rodným jménem Lucius Ceionius Commodus, běžně známý jako Lucius Verus, byl od roku 161 až do své smrti římským císařem a spoluvládcem Marka Aurelia.

## Život

### Adopce a mládí
Lucius Verus se narodil 15. prosince 130 jako syn Lucia Aelia Caesara, jehož si císař Hadrianus zvolil za svého nástupce, a jeho manželky Avidie. Verovo rodné jméno znělo stejně jako otcovo Lucius Ceionius Commodus. Když byl jeho otec v roce 136 adoptován Hadrianem, obdržel Verus jméno Lucius Aelius Commodus. 1. ledna 138 však Lucius Aelius Caesar zemřel, načež Hadrianus ustanovil svým následníkem senátora Tita Arria Antonina. V únoru 138 byl Antoninus Hadrianem adoptován a v souladu s předchozím ujednáním musel Antoninus adoptovat Vera a Marka Aurelia. Hadrianus si dále vymínil, aby Antoninus zasnoubil svoji dceru Faustinu s Verem, jemuž bylo tehdy sedm let. V průběhu dospívání se Verus vzdělával podobně jako jeho starší bratr Marcus v latinské a řecké rétorice pod dohledem řady učitelů, včetně Marka Cornelia Frontona, který byl oběma mladíkům velice příznivě nakloněn. Podle tvrzení v Historii Augustě vynikal Verus jako mimořádně nadaný student, přičemž se oddával psaní poezie a později se věnoval řečnictví.

### Nabytí císařské hodnosti
Po Hadrianově skonu v červenci 138 se Titus Arrius Antoninus, známý spíše pod jménem Antoninus Pius, ujal vlády. Ačkoli po formální stránce příslušela Verovi pozice císařského prince obdobně jako jeho bratrovi, ve skutečnosti náleželo staršímu Markovi přednostní postavení. Verovo zasnoubení s Faustinou bylo brzy zrušeno, neboť Faustina se měla podle Antoninovy vůle stát budoucí chotí Marka. Verova politická kariéra začala v roce 153, kdy byl ustaven quaestorem. Třebaže nesplňoval zákonnou podmínku věku a nezastával úřad praetora, byl již v následujícím roce pověřen vykonáváním konzulátu. V roce 161 působil Verus opět jako konzul a jeho kolegou v úřadě byl Marcus. Po smrti Antonina 7. března téhož roku se Marcus Aurelius stal novým císařem. Nikdy dříve nebyla vláda v římské říši sdílena dvěma muži, nicméně Marcus vzápětí po svém ustavení povýšil do stejné hodnosti i Vera, jenž se od tohoto okamžiku jmenoval Lucius Aurelius Verus.
V čele státu tedy stanuli dva císařové, ovšem jejich moc a autorita nebyly identické, jelikož Markovi patřila vedoucí role při řízení říše. Naproti tomu Verus mohl jako mladší a fyzicky zdatnější jedinec snadněji zabezpečit nutnou vojenskou obranu říše. Soudržnost mezi císaři byla ještě upevněna v roce 164 uzavřením sňatku mezi Verem a Lucillou, Markovou dcerou. Z manželství vzešla dcera, která se i s matkou v roce 182 zapletla do nezdařeného spiknutí proti svému strýci, císaři Commodovi.

### Parthské tažení

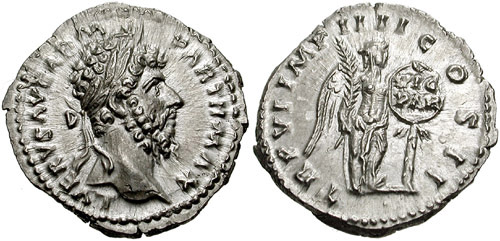
Denár s Verovou podobiznou, vyražený na oslavu vítězství nad Parthy

Změnou na císařském trůně v Římě se parthskému velkokráli Vologaisovi IV. naskytla příležitost ke vpádu do Arménie, nacházející se tehdy v římské sféře vlivu. Vologaisés zde v roce 161 dosadil za vládce svého příbuzného z dynastie Arsakovců. Parthské vojsko potom úspěšně odrazilo římský protiútok a proniklo až do Kappadokie. V reakci na to svěřil Marcus velení nad legiemi v Sýrii Verovi, jenž po několikaměsíční cestě, při níž učinil řadu zastávek v řeckých a maloasijských městech, dorazil v roce 163 do Antiochie, v níž zřídil svůj hlavní stan. Před přímým řízením vojenských operací dával však císař přednost rozmařilému životu ve východní metropoli. Verus trávil takřka veškerý svůj čas obklopen suitou herců a hudebníků, účastnil se hojných hostin a uspokojoval své smysly mnoha rozličnými požitky a potěšeními. Přesto byl podle Cassia Diona schopen plnit nezbytné úkoly týkající se dodávání a distribuce zásob a posil legiím, jejichž velení delegoval na zkušené vojevůdce. Císařovo nepříliš vojácké chování tudíž nepřivodilo Římanům žádnou újmu při vedení válečných akcí, protože morálka a bojeschopnost vojska setrvaly na vysoké úrovni.
Nedlouho poté, co Verus přicestoval do Sýrie, dobyl Statius Priscus, jeden z jeho generálů, zpět strategicky důležitou Arménii, na jejíž trůn byl posléze nastolen král nakloněný Římanům. Verovi bylo proto přiznáno čestné přízvisko Armeniacus. V roce 165 si Avidius Cassius vynutil přechod přes řeku Eufrat, čímž Římané postoupili do severní Mezopotámie a obsadili Osroénu a města Dúra Európos a Nisibis (dnešní Nusaybin). Ještě v témže roce Cassius obsadil a strašlivě vydrancoval Seleukii a zmocnil se taktéž Ktésifóntu, parthského hlavního města. Po tomto úspěchu byl Verus obdařen titulem Parthicus Maximus. V následujícím roce vpadli Římané hlouběji na východ do Médie, načež velkokrál požádal o mír. Navzdory římskému vítězství byla východní hranice impéria ponechána beze změn.
Římští vojáci, stahující se z parthské říše, onemocněli v Seleukii jistým druhem nákazy, již při zpátečním pochodu rozšířili na římské území. Tato epidemie, nazývána také antoninovský mor (ve skutečnosti se jednalo zřejmě o epidemii neštovic), se záhy vyvinula v jednu z nejhorších morových ran starověku. Po svém návratu do Říma oslavil Verus 12. října 166 velkolepý triumf, v jehož procesí jel rovněž Marcus společně se svými syny a neprovdanými dcerami, což bylo zcela neobvyklé. Všichni členové císařské dynastie byli navíc oděni v triumfální šat.

### Životní styl
Verus byl vzdělaný člověk, aktivně se podílející na rozhodování o vojenských a politických záležitostech. Jeho charakter byl velmi barvitý a patřil prý k jedněm z nejpohlednějších císařů. Ačkoli byl Markovým rovnocenným spoluvládcem, už od svého mládí zastával nepříliš snadnou pozici Markova mladšího partnera. Ať už z důvodu opravdového respektu, nebo z oddané bratrské lásky, zacházel Marcus s Verem se značnou ohleduplností a prokazoval mu nejvyšší úctu. Kromě toho vytrvale ignoroval nebo odmítal jakkoli kritizovat pochybné chování a přátelské styky svého mladšího bratra. Po příchodu z Orientu projevoval Verus menší poslušnost vůči Markovi a jevil i nižší zájem o státní povinnosti. Během pobytu v Sýrii totiž přivykl velice prostopášnému a pohodlnému životnímu stylu, v němž hodlal pokračovat i v Římě, jenž neopustil v dalších dvou letech. Nepřetržitě doprovázen herci a svými oblíbenci, zřídil si ve vlastním domě krčmu, v níž ve společnosti přátel holdoval po celé noci alkoholu a vybraným pokrmům a utrácel nezměrné finanční částky v hazardních hrách. Pokud ho toto počínání omrzelo, navštěvoval v přestrojení za pocestného hostince a veřejné domy. Tyto aktivity si zpestřoval přihlížením soubojům gladiátorů v Cirku, ovšem největší zalíbení nacházel v závodech vozů tažených koňmi. Zatímco Verus nadále zanedbával své oficiální úkoly, vypukl na severních hranicích říše nový vážný konflikt.

### Smrt a zbožštění
Nájezdy barbarských kmenů, soustředěné především do provincií při Dunaji, které vešly ve známost jako markomanské války, přiměly Marka, aby přesvědčil senát o nezbytnosti přítomnosti obou císařů na bojišti. Na jaře 168 vyrazili Marcus a Verus z Říma, odkud se přesunuli do města Aquileia v severní Itálii. Když na počátku roku 169 propukla epidemie i mezi vojáky podunajských legií, rozhodli se císařové k návratu do Říma. Verus však v průběhu cesty náhlé onemocněl a po několika dnech zemřel ve městečku Altinum. Pozdější prameny na základě mínění některých Verových současníků zpochybňovaly skutečnost, že jeho smrt nastala přirozeným způsobem. Podezření ulpívalo obzvláště na jeho švagrové Faustině a na jeho manželce Lucille, jež měly údajně podnítit jeho zavraždění. Vyskytly se i určité zvěsti, podle nichž nechal Vera otrávit sám Marcus. Pro tato obvinění ale neexistují žádné pádné důkazy, třebaže Verova nemoc vykazovala symptomy otravy jídlem. Pravděpodobnějším se zdá být, že se Verus zařadil k četným obětem antoninovského moru, k čemuž se přiklání i většina moderních historiků. Podle jiných údajů mohl podlehnout mrtvici.
I přes jisté drobné rozpory pociťoval Marcus upřímný zármutek nad ztrátou svého adoptivního bratra, který stál vždy loajálně po jeho boku. Poté, co přivezl Verovy ostatky do Říma, uspořádal hry na počest zesnulého, jehož popel byl uložen do Hadriánova mauzolea. Senát prohlásil Vera bohem, takže byl uctíván jako Divus Verus. Po smrti Marka byli oba sourozenci označováni jako Divi fratres („božští bratři“).